# Флаг Сасовского района
Флаг муниципального образования — Са́совский муниципальный район Рязанской области Российской Федерации — опознавательно-правовой знак, составленный и употребляемый в соответствии с российскими и международными вексиллологическими (флаговедческими) правилами, служащий символом муниципального образования — Сасовский муниципальный район Рязанской области, единства его территории, населения, прав и самоуправления.
Целями учреждения и использования флага Сасовского района является создание зримого символа целостности территории района, единства и взаимодействия населяющих его граждан, территориальной и исторической преемственности; воспитание гражданственности, патриотизма, уважения к исторической памяти, национальным, культурным и духовным традициям жителей района.
Флаг утверждён 23 марта 2007 года решением Сасовской районной Думы Рязанской области № 31 и внесён в Государственный геральдический регистр Российской Федерации с присвоением регистрационного номера 3291.

## Описание
Описание флага, утверждённое 23 марта 2007 года решением Сасовской районной думы № 31, гласило:

Флаг Сасовского района представляет собой прямоугольное полотнище с отношением ширины к длине, равным 2:3, разделённое вертикально золотым, серебряным и зелёным полем, горизонтально — лазоревой (синей, голубой). В серебряном поле — лазоревая волнистая перевязь (диагональная полоса), символизирующая реку Цну. В зелёном поле — две серебряных левых узких перевязи, означающие железную дорогу; над ними — золотой хлебный сноп с раздвоенным верхом, символизирующий хлебные богатства и плодородие района, а также развитое сельское хозяйство. Сноп обвязан золотой верёвкой с развевающимися концами в знак того, что в этих местах издревле занимались изготовлением верёвок и канатов. Серебряное и зелёное поле — в равном соотношении друг к другу. Горизонтально сверху расположено лазоревое поле в отношении 1/3 к ширине флага, в центре которого изображена серебряная летящая вправо (слева от зрителя) с распростёртыми крыльями цапля, символизирующая природные богатства и особенности Сасовской земли.
В знак территориально-административной принадлежности Сасовского района к Рязанской области в золотом поле, которое располагается вертикально у древка в отношении 1/4 к длине флага, помещена старинная зелёная княжеская шапка, венчающая главу князя в областном гербе. Шапка имеет чёрную соболью опушку и золотое украшение («городок») с лазоревым самоцветным камнем, повторяющим цвет главы герба и волнистой перевязи и символизирующим драгоценный камень Сасовского района в венце Рязанской области. Высота княжеской шапки и серебряной летящей цапли составляет 1/5 к ширине флага. Золотое поле у древка с изображением зелёной княжеской шапки сочетает в себе муниципальную и региональную символику.

На основании письма Геральдического совета при Президенте Российской Федерации от 23 апреля 2010 года № А72-2-298, решением Сасовской районной думы от 16 июня 2010 года№ 25, было изменено описание флага:

Флаг Сасовского района представляет собой прямоугольное полотнище с отношением ширины к длине 2:3, вдоль древка, которого вертикальная полоса жёлтого цвета, шириной 1/5 длины полотнища, с изображением вверху старинной зелёной княжеской шапки с чёрной опушкой и жёлтым украшением (городком) с синим самоцветом; на остальной части полотнища воспроизведена композиция герба Сасовского района в синем, белом, зелёном и жёлтом цветах.

## Обоснование символики
До 1923 года земли Сасовского района входили в Елатомский уезд Тамбовской губернии, затем уезд был присоединён к Рязанской губернии, а в 1925 году в её составе был образован самостоятельный Сасовский уезд с центром в селе Сасово.
Основным торговым и транспортным путём здесь издревле являлась река Цна. По ней же в незапамятные времена происходило заселение этих земель славянами-вятичами. Символическое изображение реки помещено белом поле флага в виде синей волнистой полосы.
В конце XIX века через эти земли прошла Московско-Казанская железная дорога, которая стала новой торговой и транспортной артерией. Стальная магистраль изображена на зелёном поле флага в виде двух узких белых полос. Синяя и две белые полосы соединяются внизу флага в форме латинской буквы «V», являющейся первоначальной буквой «viktori» (победа). Соединение символических изображений водного и стального транспортных путей можно трактовать как знак их основополагающего значения и преемственность в развитии Сасовского региона.
На пересечении белого и зелёного полей изображён перевязанный жёлтой верёвкой хлебный сноп с раздвоенной верхушкой, поставленный вертикально. В геральдике хлебный сноп традиционно символизирует земледелие, хлеборобство и плодородие земли — то, что является основой экономики района. А его раздвоенная верхушка, обращённая как бы в прошлое и будущее, говорит о том, что сельское хозяйство было, есть и будет основой благосостояния района во все времена.
На синем поле флага помещено изображение белой летящей цапли. Оно возвращает нас к самому названию района и города, которое восходит, по мнению большинства исследователей, к тюркскому корню «сас» («соз», «сасы»), что означает «болото, топкое место». Близко к этому значению по своему происхождению и название главной реки района — Цна. Кроме Цны в районе много других рек, озёр и болот. А одним из наиболее характерных обитателей таких мест является цапля. В геральдике она наряду с журавлём символизирует бдительность, осторожность и пугливость и поэтому может служить эмблемой нетронутости, первозданности этих мест, их экологической чистоты и заповедности. Летящая, на флаге района, над хлебами, рекой и магистралью цапля как бы оглядывает с небесной высоты свой край, его природу и историю — прошлое, настоящее и будущее.

## См. также

Флаги муниципальных образований Сасовского муниципального района
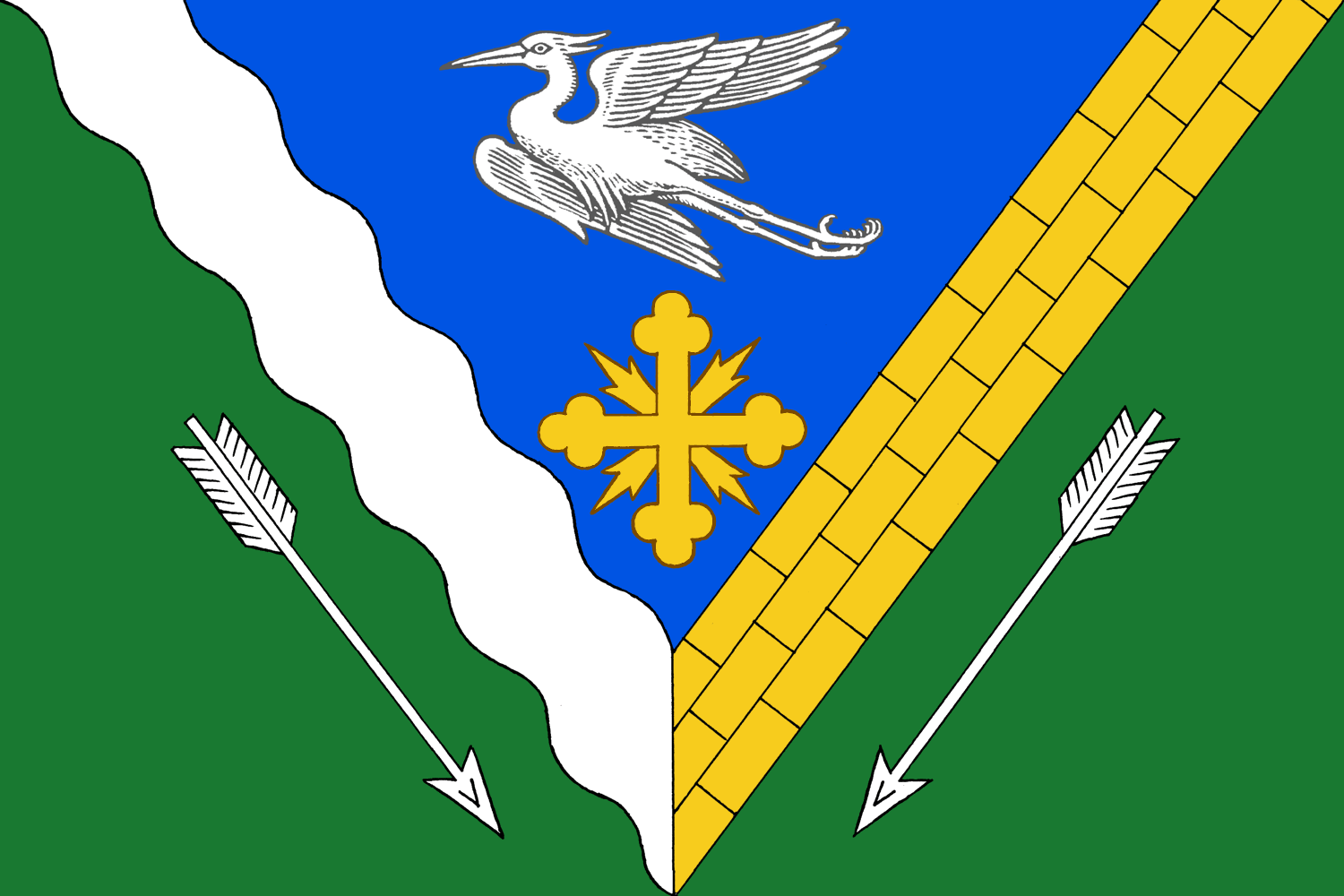
Флаг Агломазовского сельского поселения
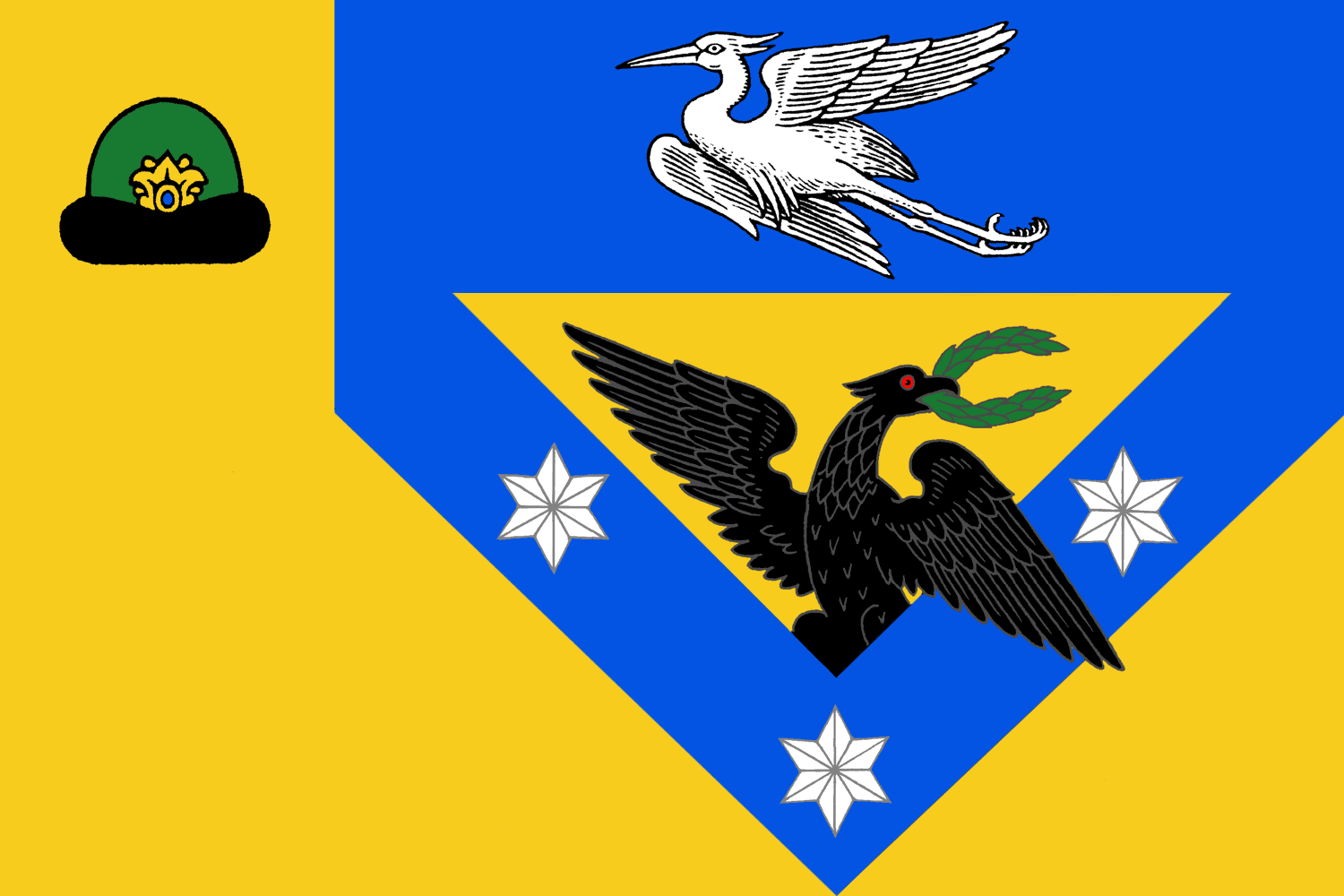
Флаг Малостуденецкого сельского поселения
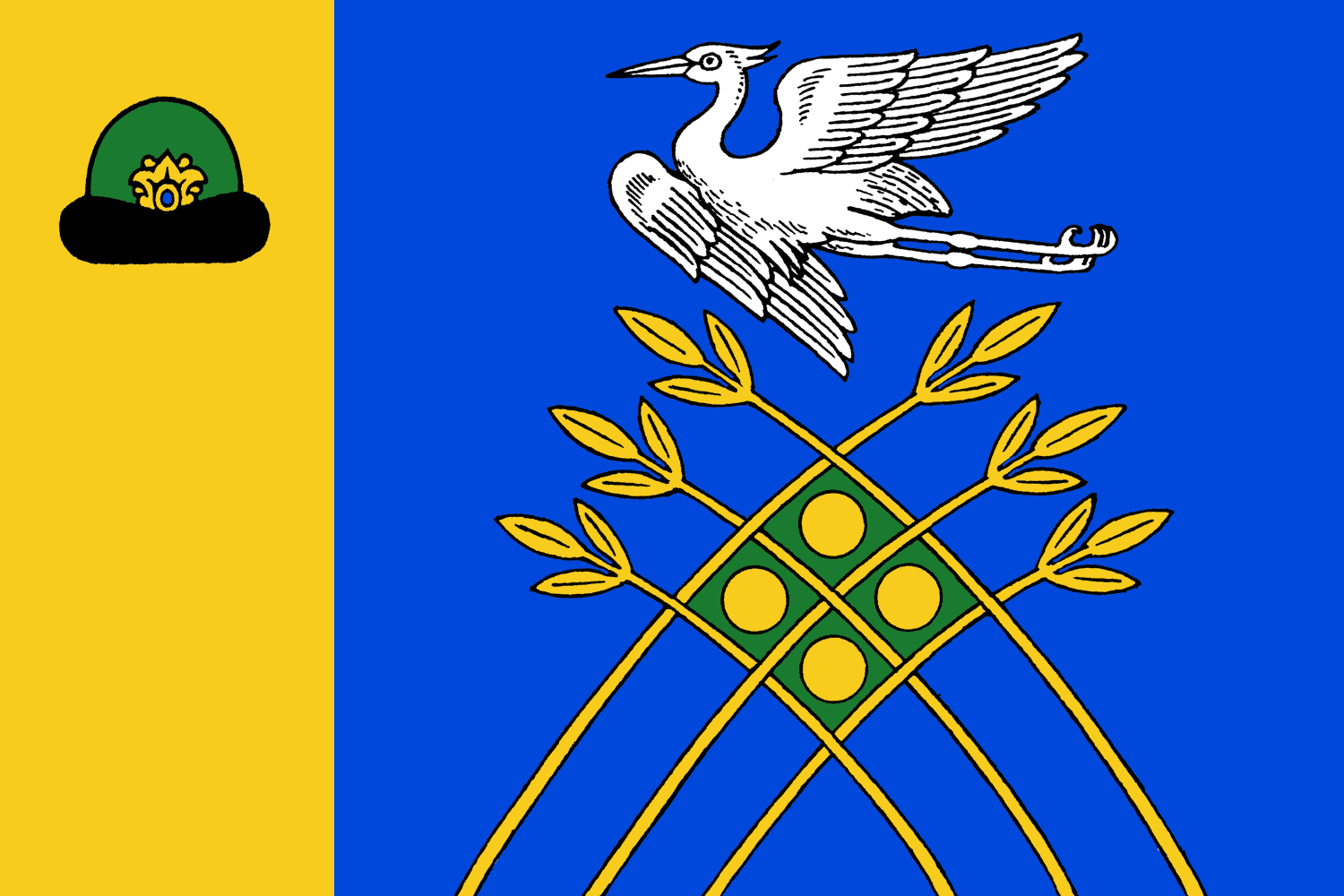
Флаг Новоберёзовского сельского поселения
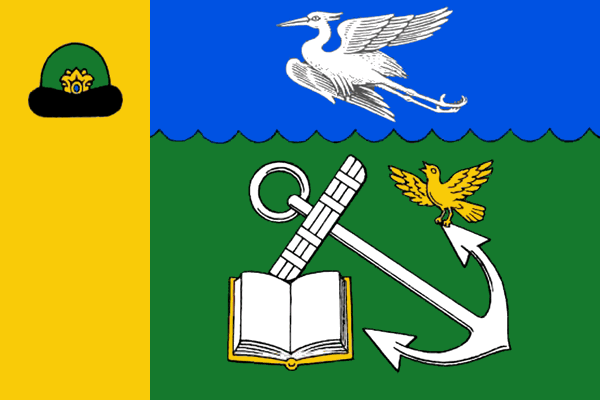
Флаг Придорожного сельского поселения
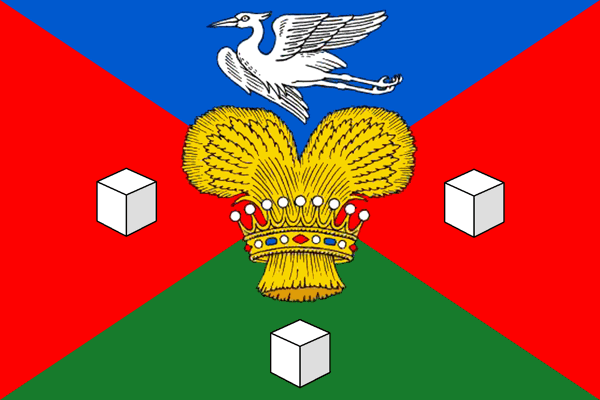
Флаг Сотницынского сельского поселения